# Janjina (Grčka)
Janjina (grčki: Ιωάννινα - Ioannina, albanski: Janinë, vlaški: Ianina turski: Yanya) često zvan Đanena (Γιάννενα) je grad u sjeverozapadnoj Grčkoj i administrativno sjedište prefekture Janjina i grčke periferije Epir. 
Janjina je od Atene udaljena 450 km, od Soluna 290 km, te 80 km od najveće luke Igumenica na Jonskom moru.
Janjina je sjedište Epira i cijele sjeverozapadne Grčke, to je grad s dvije velike bolnice (opća i sveučilišna), sjedište je Sveučilišta Epira (20 tisuća studenata) i Tehnološkog instituta Epir.

## Povijest
Najstariji arheološki nalazi (kameno oruđe) sa šireg područja Janjine iz vremena su paleolita pronađeni su u spilji Kastritsa, stari su 38 000 god. pr. Kr. 

### Janjina za Bizanta
Grad je osnovan u VI st n.e. za vrijeme vladavine bizantskog cara Justinijana I. Nazvan je Janjina, najvjerojatnije po svecu zaštitniku Sv.Ivanu ( Ivan je na grčkom Jani), dakle Janina (Ioannina) je Ivanov grad. Bizantski povjesničar Prokopije piše 527. g. n.e. o osnutku novog grada  Nea Evroia. 
Pod imenom Janjina spominje se prvi put 879. u spisima iz Konstantinopolisa o održanom Sinodu, i episkopu Zaharijasu episkopu Janjine.
Grad je bio i ostao sjedište episkopata i za vladavine Samuila u X st. 1082. Janjina je došla pod vlast Normana iz južne Italije (Bohemond iz Taranta), koji je obnovio gradske zidine, da se zaštiti od mogućeg protunapada bizantskog cara Aleksija I. Komnena.

### Epirska Despotovina (1204. – 1430.)
U XIII st., nakon osnutka Epirske Despotovine Janjina postaje drugi najvažniji centar, odmah iza prijestolnice Arte. Osnivač despotovine Mihajlo I. Komnen Doukas rado je davao utočište izbjeglicama iz Konstantinopolisa (poput obitelji Filantropinoj, Stratigopouli i drugih), koji su bježali iz grada nakon četvrtog križarskog pohoda i zauzeća grada. Izbjeglice su nastavile dolaziti i kasnije jer su Bugari opsjedali Konstatinopolis pod Ivanom Asenom II. Pristigle utjecajne izbjeglice uz pomoć lokalnog plemstva preuzele su vlast u gradu 1318. i odcijepile se od vlasti iz Arte. Po ponovnoj konsolidaciji centralne bizantske vlasti u Konstantinopolisu Janjina opet dolazi pod vlast cara Andronika II. Paleologa, ali zadržava visok stupanj autonomije (upravnu, gospodarsku i crkvenu).
Ubrzo nakon toga Janjina potpada pod vlast Srbije, koji su gradu ostavili sve ranije privilegije. U to vrijeme Janjina postaje značajan novčarski i kulturni centar ovog djelu Grčke - metropola znanja. Srpski feudalac Toma Preljubović (Tomo Komnen Paleolog) vlada gradom od 1366. do 1384.
Nakon njega grad preuzima i njime vlada Ezav de' Buondelmonti 1385. – 1411., a poslije njega brat njegove sestre iz Kefalonije Karlo I. Tocco 1411. – 1430.

### Za otomanske vlasti
1430. umire Tocco, a Turci su pred vratima Janjine, oni gradu nude izvjesnu samostalnost u zamjenu za mirnu predaju grada. Grad to prihvaća i podpada pod otomansku vlast, ali ima određene povlastice lokalne samouprave, poznate kao Zakoni Sinan Paše ( nazvani su tako po Karasinan Paši koji je potpisao dogovor). Ove priviligije nisu bile dovoljne, pa je 1611. godine podignut seljački ustanak kojeg je vodio Dionis Filozof episkop iz Larise.  Turci su ugušili ustanak, i ukinuli sve prijašnje povlastice,  i počeli raseljavati grčko stanovništvo izvan utvrđenog dijela grada. Nasuprot njima, u grad su naseljavali muslimansko i židovsko stanovništvo. 
Grad se ipak ubrzo obnovio, zahvaljujući razvoju zanatstva i trgovine i vezama sa Zapadom, naročito s Venecijom i Livornom, gdje su trgovci iz Janjine imali svoja predstavništva. Zahvaljujući njima tijekom XVIII st. u gradu se otvara puno škola (Epifanija, Giouma, Valaneios, Maroutsia, te nešto kasnije Zosimea 1828. i druge), koje rade na obnavi grčke kulture i pismenosti.
1789., grad Janjina je sjedište teritorija kojim upravlja  Ali Paša (Janjinski ili Tepalena), on je svoju vlast proširio na sav Epir, i veliki dio Albanije, Tesaliju, Eviju i dio Peloponeza. Ali Paša ( podrijetlom albanac iz Tepelenea) toliko je ojačao da je počeo dolaziti u sukobe s centralnom vlašću u Istanbulu. Samostalno je održavao diplomatske odnose sa svim značajnijim europskim dvorovima, čak je okupljao buduće grčke ustanike (poput Georgiosa Karaiskakisa, Odiseja Androutsosa, Markosa Botsarisa i drugih). 
Sve ovo je dokinuto 1821. god.,  Grčkim ustankom, nakon kojeg turske snage ponovno uspostavljaju vlast u gradu, Ali Pašu optužuju za izdaju te se on krije na otoku u Janjinskom jezeru, gdje je čekao carsku milost a nakon dvije godine ga ubijaju.
1869. god. Janjinu je zahvatio katastrofalni požar, koji je uništio stari trgovački centar grada. Nakon toga trgovački dio grada obnavlja se po planovima njemačkog arhitekta Holza, koga je angažirao  Ahmet Rašim Paša ( najvjerojatnije i iz osobnih interesa). 
Grčko stanovništvo vlastitim sredstvima i uz pomoć iseljeništva obnavlja vjerske objekte poput katedrale, crkava; Sv. Nikola na Agori, Sv. Marine, Arhimandrija i drugih. Usporedo obnavljaju se i škole i druge javne građevine.
Grad je tek nakon Prvog Balkanskog rata, 21. veljače 1913. god. pripojen Grčkoj. Nakon Grčko-Turskog rata 1922. god. u grad se doseljavaju brojne grčke izbjeglice iz Male Azije. Oni mijenjaju dotadašnje muslimansko gradsko stanovništvo, koje se iseljava u Tursku. Za vrijeme njemačke okupacije grada 1944. brojna židovska zajednica iz Janjine, gotovo u potpunosti je istrijebljena .

## Zemljopisne osobine
Grad Janjina nalazi se u kotlini na 480 m. nadmorske visine, okružen planinama Tomaros ( s juga) i Mitelkeli ( sa sjevera) uz obale Janjinskog jezera. Grad Janjina je važno prometno čvorište ovog dijela Grčke, blizu grada ide suvremena auto cesta Egnatia (dio europske tranverzale E90 - još u izgradnji). Iz grada se granaju mnogi lokalni putevi, grad ima zračnu luku.
Klima u Janjini je zbog nadmorske visine grada (gotovo 500 m) i zatvorenosti ovog područja kontinetalna. Tako su ljeta vrlo vruća ( do 42.4°C), a zime hladne ( do -13°C) i kišovite, a često i sniježne.

## Gospodarstvo
Janjina je još od ranog srednjeg vijeka imala razvijeno obrtništvo, danas se to uglavnom svodi na proizvodnju suvenira i zlatarskih proizvoda. 
Janjina, osobito njezino planinsko zaleđe od 45 sela - Zagori (grčki: Ζαγόρι, poznata i kao Zagoria i Zagorohoria), u Pindskom gorju je poznata po ovčjem siru Feta. U gradu je punionica mineralne vode Zagori, koja je popularna u Grčkoj.

## Stanovništvo
| Godina | Uže gradsko stanovništvo | Promjena        | Stanovništvo šire okolice | Promjena       | Gustoća   |
| 1981   | 44,829                   | —               | —                         | —              | —/km²     |
| 1991   | 56,699                   | +11,870/+26.47% | 63,725                    | —              | 143.7/km² |
| 2001   | 61,629                   | +4,930/+8.66%   | 70,203                    | +6,478/+10.17% | 182/km²   |

Statistički podatci za godine 1981-2001.

## Zanimljivosti
Janjina spada u grčke gradove s vrlo dobro očuvanom gradskom strukturom iz otomanskog razdoblja. Posobno su interesantni;
- Gradska utvrda sa:
  - Ali Pašin muzejom
  - Bizantskim muzejem
- Toranj sa satom Platia Dimokratias
- krška špilja Perama
- Janjinsko jezero s otokom Nisi (s brojnim malim samostanima)
- Aslan Pašina džamija

## Vanjske poveznice
- Službene stranice grada na engleskom i grčkom
- Fotografije Janjine Dimitrisa Siutisa
- Turistički vodič iz Janjine
- Novosti iz Epira